# Ривера, Дамиан
Дамиан Эсау Ривера Браун (англ. и исп. Damián Esau Rivera Brown; род. 8 декабря 2002, Кранстон, Род-Айленд, США) — коста-риканский и американский футболист, полузащитник клуба «Нью-Инглэнд Революшн», выступающий на правах аренды за клуб «Тампа-Бэй Раудис».

## Клубная карьера
Ривера — воспитанник академии футбольного клуба «Нью-Инглэнд Революшн». 8 ноября 2019 года Ривера подписал свой первый профессиональный контракт с «Нью-Инглэнд Революшн» в качестве доморощенного игрока. Его профессиональный дебют состоялся 7 августа 2020 года в матче «Нью-Инглэнд Революшн II» в Лиге один ЮСЛ против «Орландо Сити B». 4 октября в поединке против «Ричмонд Кикерс» он забил свой первый гол в профессиональной карьере. За первую команду «Нью-Инглэнд Революшн» в MLS Ривера дебютировал 21 августа 2021 года в матче против «Цинциннати», выйдя на замену во втором тайме вместо Эммануэля Боатенга. 30 апреля 2022 года в поединке против «Интер Майами» он забил свой первый гол в MLS.
19 февраля 2024 года Ривера был отдан в аренду клубу «Тампа-Бэй Раудис» на предстоящий сезон Чемпионшипа ЮСЛ. За «Раудис» он дебютировал 16 марта в матче стартового тура сезона 2024 против «Сан-Антонио». 30 марта в матче против «Род-Айленда» он забил свой первый гол за «Раудис».

## Международная карьера
Ривера родился в США в семье выходцев из Коста-Рики и Гватемалы. В 2019 году он начал выступать за юношескую сборную США, но в 2023 году принял вызов в олимпийскую сборную Коста-Рики.

## Достижения
Командные
 «Нью-Инглэнд Революшн»
- Победитель регулярного чемпионата MLS: 2021